# Mala Reka (gmina Bajina Bašta)
Mala Reka (cyr. Мала Река) – wieś w Serbii, w okręgu zlatiborskim, w gminie Bajina Bašta. W 2011 roku liczyła 427 mieszkańców.